# 菅藤友
菅藤 友（かんとう ゆう、1979年3月6日 - ）は、日本の元ラグビー選手。

## プロフィール
- 長崎県出身。
- ポジションはナンバーエイト(No8)、フランカー(FL)。
- 身長 178cm、体重 94kg
- ニックネームはトム。
- 九州代表に選ばれたことがある。
- 日本Ａ代表に選ばれたことがある[1]。
- 弟の心もラグビー選手（元・サントリー）[2]。

## 略歴
長崎ラグビースクールでラグビーを始めた。
1997年、長崎南山高校卒業後、専修大学に入る。
2001年、専修大学卒業後、サニックス（現・宗像サニックスブルース）に加入。
2015年1月にトップリーグ100試合出場を達成し、現役を引退した。